# Mariä Heimsuchung (Heiligenpesch)

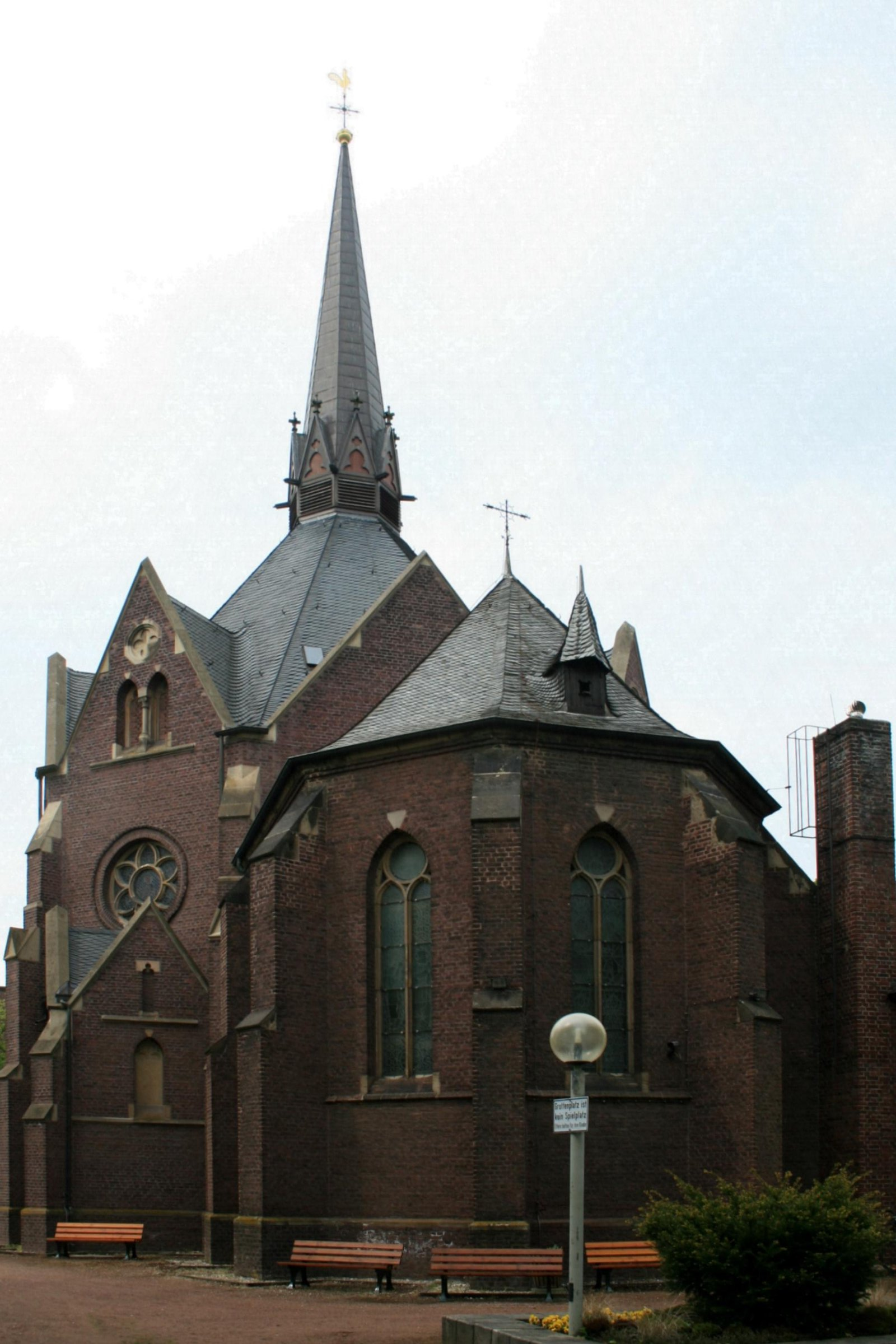
Kirche Mariä Heimsuchung (2010)

Die römisch-katholische Pfarrkirche Mariä Heimsuchung steht im Stadtteil Hehn in Mönchengladbach (Nordrhein-Westfalen), Heiligenpesch 81.
Die Pfarr- und Wallfahrtskirche wurde von 1851 bis 1853 erbaut. Sie ist seit dem 4. Februar 1992 unter Nr. H 069 in der Denkmalliste der Stadt Mönchengladbach verzeichnet.

## Architektur
Das neugotische Backsteinbauwerk liegt in Heiligenpesch östlich der von Wolfsittard nach Hehn führenden Straße. Es bildet mit dem benachbarten Pfarrhaus, der Gnadenkapelle, der Grottenanlage und dem gegenüberliegenden Kloster ein Ensemble.
Es handelt sich um einen einschiffigen, neogotischen Kirchenbau von 1851/53 mit Erweiterung 1889/90 und einem Oktogon mit anschließendem Vorjoch und Fünfachtel-Chorschluss. Im Norden des Chores angefügt ist ein eingeschossiger Sakristeianbau.

## Marienkapelle
Die der Kirche vorgelagerte Marienkapelle, die das Mittelstück des Kirchenbaus aufgreift, markiert den Punkt, an dem die Hehner Marienverehrung Mitte des 16. Jahrhunderts begann.
Das Innere der Kapelle wird geprägt von einer hölzernen Muttergottesstatue, sieben bunten Glasfenstern, die biblische Geschichten erzählen, und vor allem von den hinterlassenen Zeugnissen zahlreicher Pilger, die hier in Sorgen und Fragen Kraft und Mut geschöpft haben.